# Harold C.Bingham
Harold Clyde Bingham (21 de enero de 1888-26 de agosto de 1964) fue un psicólogo y primatólogo estadounidense.

## Biografía
Harold Clyde Bingham nació en Rowan (Iowa) el 21 de enero de 1888. Se graduó de Ellsworth College en 1910 y luego recibió una Maestría en Artes de la Universidad de Harvard y un doctorado de la Universidad Johns Hopkins. Bingham pasó un período como profesor de educación y psicología y como entrenador de atletismo y béisbol en Ellsworth. Bingham se unió al Ejército de los Estados Unidos durante la Primera Guerra Mundial.
En 1920 se convirtió en miembro del Servicio de Información de Investigación del Consejo Nacional de Investigación. En 1925 se unió a la facultad de la Universidad Wesleyan como investigador asociado y profesor asociado de psicología. Asumió los mismos roles en la Universidad de Yale en 1925 y los ocupó hasta 1930. Mientras estaba en Yale, fue estudiante posdoctoral de Robert Yerkes, quien estaba interesado en la inteligencia humana y de los primates. Bingham escribió Sex Development in Apes en 1928. 

### Expedición al congo
En 1929 fue seleccionado como director de una expedición conjunta de la Universidad de Yale y el Instituto Carnegie para estudiar los gorilas de montaña del Congo Belga, el primer estudio planificado de la especie en su entorno natural. Para prepararse leyó los informes de las exploraciones de Carl Akeley y visitó la colección de primates de Rosalía Abreu en Cuba. La esposa de Bingham, Lucille, lo acompañó en la expedición, que salió de los Estados Unidos más tarde en 1929. 
La expedición de Bingham se centró en el Parque Nacional Albert. Al igual que en muchas de las primeras expediciones, la cantidad de porteadores que acompañaban al grupo dificultó el estudio al ahuyentar a los gorilas. Sin embargo, Bingham logró rastrear varias tropas diferentes de gorilas, incluido uno con el que permaneció durante 100 horas. Bingham informó que los gorilas eran en gran parte terrestres, aunque ocasionalmente trepaban a los árboles, y que evitaban el agua por regla general, pero cruzaban pequeños arroyos. Notó que se movían constantemente para buscar comida y dormían solo una noche en cada nido. Bingham no observó ningún uso de palos como herramientas por parte de los animales, lo que se había informado en cautiverio. 
Bingham elaboró una lista de los alimentos que comían los gorilas y las vocalizaciones que usaban. La expedición terminó en 1930 y escribió un libro Gorilas en un hábitat nativo en 1932.